# Trzydziesty piąty rząd Izraela
Trzydziesty piąty rząd Izraela – rząd Izraela, który miał zostać sformowany przez koalicję mającą większość w Knesecie XXI kadencji, po wyborach w kwietniu 2019 roku. Wobec braku możliwości sformowania większościowej koalicji rządzącej doszło do kolejnych wyborów we wrześniu, w wyniku których wyłoniony został dwudziesty drugi Kneset. 17 maja 2020 roku oficjalnie zaprzysiężono nowy rząd jedności narodowej.

## Formowanie rządu

### Po wyborach w kwietniu 2019
W dniach 15–16 kwietnia 2019 prezydent Re’uwen Riwlin spotkał się reprezentantami partii, które dostały się do XXI Knesetu, celem uzyskania rekomendacji co do obsady stanowiska szefa rządu. Prawo Izraela pozwala prezydentowi na wytypowanie jednego z parlamentarzystów na przyszłego premiera, niekoniecznie przewodniczącego zwycięskiej partii, lecz takiego, który ma większą szansę sformować większościową koalicję. Dotychczasowego premiera Binjamina Netanjahu rekomendowały – macierzysty Likud (35 mandatów), Szas (8), Zjednoczony Judaizm Tory (8), Nasz Dom Izrael (5), Unia Partii Prawicowych (5) oraz My Wszyscy (4). Lider Niebiesko-Białych – Beni Ganc został wskazany przez swoje ugrupowanie (35 mandatów) oraz przez Partię Pracy (6) i Merec (4). Koalicje partii arabskich Hadasz-Ta’al (6) i Ra’am-Balad (4) nie poparły żadnego kandydata. W związku z tym, że prawicowa koalicja dysponuje łącznie 65 mandatami w 120-osobowym Knesecie, 17 kwietnia prezydent oficjalnie powierzył Netanjahu misję sformowania nowego rządu i otrzymał – zgodnie z konstytucją – 28 dni na przedstawienie prezydentowi składu rządu.
Ponieważ negocjacje odnoście szczegółów umowy koalicyjnej i obsady stanowisk z ugrupowaniami, które poparły kandydaturę Netanjahu, przeciągały się, premier wystąpił do prezydenta o przedłużenie misji formowania rządu. 13 maja 2019 po spotkaniu Netanjahu z Riwlinem poinformowano, że premier otrzymał dodatkowe 14 dni i musi przedstawić skład rządu do 29 maja.
W wyznaczonym terminie Netanjahu nie udało się sformować rządu, wskutek braku porozumienia z Awigdorem Liebermanem (przewodniczącym partii Nasz Dom Izrael). W związku z tym 29 maja Kneset przegłosował większością 74:25 samorozwiązanie. Nowe wybory parlamentarne zaplanowano na 17 września.

### Po wyborach we wrześniu 2019
Re’uwen Riwlin ponownie rozpoczął serię spotkań z przedstawicielami partii, które dostały się do parlamentu, aby te wskazały polityka, którego poprą na kandydata do stworzenia przyszłego rządu. Prezydent uznał, że Niebiesko-Biali i Likud powinny podzielić się władzą i stworzyć rząd jedności narodowej.
Awigdor Lieberman z Naszego Domu Izrael uznał, że nie wskaże ani na Ganca, ani na Netanjahu. Według Liebermana obaj pokazali, że nie są zdolni do indywidualnego rządzenia krajem. Należy zatem utworzyć rząd jedności narodowej z rotacyjną funkcją premiera.
Beniego Ganca jako kandydata na premiera wskazali: Niebiesko-Biali (33 posłów), Zjednoczona Lista (bez Baladu, 10), Partia Pracy-Geszer (6), Obóz Demokratyczny (5). Dotychczasowego premiera Binjamina Netanjahu poparł macierzysty Likud (32) oraz Szas (9), Zjednoczony Judaizm Tory (7) i Jamina (7).
Po spotkaniu u prezydenta Ganc i Netanjahu zgodzili się spotkać kolejny raz w celu przedyskutowania utworzenia rządu jedności narodowej. Sam Riwlin wspomniał, że obaj politycy nie mają wystarczającego poparcia do wytypowania któregoś z nich do utworzenia rządu. Negocjacje między obiema stronami nie przyniosły skutku, co w ostateczności sprawiło, że prezydent wytypował Netanjahu do próby zbudowania koalicji rządzącej. Riwlin zastrzegł tym razem, że jeśli Netanjahu nie stworzy rządu, to nie będzie kolejnych wyborów, a misję powołania rządu otrzyma Ganc. 21 października Netanjahu uznał, że nie jest w stanie zbudować koalicji rządzącej i po 26 dniach negocjacji zwrócił mandat do powołania rządu Gancowi.
Wobec braku możliwości wyłonienia rządu, w grudniu rozpisano nowe wybory, zaplanowane na 2 marca następnego roku.

### Po wyborach w marcu 2020
Mimo iż Izraelska Komisja Wyborcza nie podała oficjalnych wyników wyborów, to Awigdor Lieberman zapowiedział, że nie będzie częścią koalicji tworzonej przez Likud. Poinformował także, iż będzie popierał ustawę zakazującą bycia premierem politykowi z oficjalnymi zarzutami. Zjednoczona Lista, również zaraz po wyborach, zapowiedziała poparcie dla rządu utworzonego przez Ganca, pod warunkiem, że ten zmieni podejście do mniejszości arabskiej w Izraelu oraz aneksji części osiedli na Zachodnim Brzegu.
Pomimo że prezydent Re’uwen Riwlin nie powierzył zwycięzcy wyborów misji tworzenia nowego rządu, to liczba posłów partii, które zapowiedziały przystąpienie do rządu tworzonego przez Binjamina Netanjahu, nie jest wystarczająca. Suma miejsc Likudu, Szasu, Zjednoczonego Judaizmu Tory, Sztandaru Tory i Jaminy daje 58 mandatów, co nie daje możliwości stworzenia większości parlamentarnej. Wynik wyborczy Zjednoczonej Listy sprawił, że to od niej zależeć będą rozmowy koalicyjne. Nie wiadomo jednak, jaką decyzję podejmie, ponieważ jej politycy zapowiedzieli, iż nie będą tworzyć koalicji z Likudem, a ich ewentualne poparcie dla rządu Beniego Ganca też nie jest pewne.
8 marca Zjednoczona Lista ogłosiła listę wymagań, które musiałby spełnić Ganc, aby partia przystąpiła do jego rządu. Są to m.in.: rezygnacja z Prawa Zasadniczego: Izrael – Państwem narodowym narodu żydowskiego, program ekonomiczny wspierający Arabów żyjących w Izraelu, kontynuacja procesu pokojowego, zmiana statusu mniejszości arabskiej w Izraelu i anulowanie wszelkiego ustawodawstwa dyskryminującego Arabów w kraju. Tego samego dnia listę żądań wobec Ganca wysunął Lieberman. Domaga się on: poboru Żydów ortodoksyjnych, wprowadzenia ślubów cywilnych, zezwolenia na handel w szabat, oddelegowanie kwestii transportu publicznego w szabat w ręce samorządów. Ganc na swoim profilu Twitterze zaakceptował postulaty.
Partie ortodoksyjne – Szas i Zjedncozony Judaizm Tory – zapowiedziały, że nie poprą mniejszościowego rządu Ganca. A jeżeli taki powstanie, to zrobią wszystko żeby doszło do kolejnych wyborów. Jamina uznała, że mniejszościowy rząd Ganca może stanowić zagrożenie dla Izraela. Wszystkie trzy partie uznały, że jedynie Netanjahu może zagwarantować żydowski i demokratyczny charakter państwa.
9 marca doszło do porozumienia Ajmana Audy i Ahmada at-Tajjibiego Zjednoczonej Listy z Niebiesko-Białymi w sprawie wsparcia mniejszościowej koalicji, czyli Arabowie znaleźliby się poza rządem, ale poparliby jego utworzenie i funkcjonowanie. Dwóch posłów partii Telem, która wchodzi w skład Niebiesko-Białych, zapowiedziało, że opuści partię na znak protestu wobec porozumienia z Arabami.
12 marca Netanjahu i Ganc zgodzili się na podjęcie rozmów w sprawie utworzenia rządu jedności narodowej w obliczu pandemii SARS-CoV-2.
15 marca Nasz Dom Izrael uznała, że podobnie jak Zjednoczona Lista i blok Partia Pracy-Geszer-Merec poprze kandydaturę Ganca na premiera. W takiej sytuacji, to lider Niebiesko-Białych dysponuje przewagą miejsc w ewentualnej koalicji (61) w stosunku do bloku prawicowego (58). Tego samego dnia prezydent Izraela ogłosił, że Ganc zostanie wytypowany do próby powołania nowego rządu.
26 marca po długich negocjacjach pomiędzy partiami Ganc zgodził się na utworzenie rządu jedności z Likudem. Krok ten spotkał się ze sprzeciwem Lapida i Ja’alona, którzy złożyli wniosek o wystąpienie z koalicji Niebiesko-Białych. Ganc zaoferował Netanjahu, że mógłby objąć tekę ministra spraw zagranicznych i stanowisko przewodniczącego Knesetu. W 2021 miałaby nastąpić zamiana na stanowisku premiera. Koalicja bloku prawicowego z Mocą Izraela Beniego Ganca miała by posiadać w Knesecie 78-79 miejsc.
20 kwietnia Ganc i Netanjahu podpisali porozumienie o utworzeniu rządu jedności narodowej. Według niego Netanjahu pozostanie premierem do października 2021 roku, następnie zostanie zastąpiony przez Ganca. Likud będzie mógł obsadzić ministerstwa: finansów, zdrowia, bezpieczeństwa wewnętrznego, budownictwa, transportu i edukacji. Niebiesko-Biali otrzymają ministerstwa: obrony, spraw zagranicznych, sprawiedliwości, kultury, komunikacji i gospodarki. Przewodniczący Knesetu będzie wybrany z Likudu.
7 maja Netanjahu otrzymał poparcie 72 członków Knesetu do sformowania rządu jedności narodowej. Partiami, które wyraziły swoje poparcie były: Likud, Niebiesko-Biali, Derech Erec (frakcja Niebiesko-Białych), Geszer, Szas, Zjednoczony Judaizm Tory i Partia Pracy. Narodowo-religijna Jamina wraz z Naszym Domem Izrael, Zjednoczoną Listą i koalicją Jest Przyszłość-Telem nie udzieliły wsparcia dla Netanjahu.
14 maja 2020 roku, pomimo protestów Bennetta i Smotricza z Jaminy, Perec zdecydował się porozumieć z Netanjahu i pozostał na stanowisku ministra Jerozolimy i dziedzictwa narodowego.

## Skład rządu

### Premierzy i ministrowie
| Stanowisko                                                                 |              | Minister              | Partia                          | Od                   | Do                   | Uwagi |
| -------------------------------------------------------------------------- | ------------ | --------------------- | ------------------------------- | -------------------- | -------------------- | --- |
| Premier                                                                    |              | Binjamin Netanjahu    | Likud                           | 17 maja 2020         | 13 czerwca 2021      | |
| Premier alternatywny (urząd utworzony na mocy umowy koalicyjnej)           |              | Beni Ganc             | Niebiesko-Biali                 | 17 maja 2020         | 13 czerwca 2021      | |
| Minister obrony                                                            |              | Beni Ganc             | Niebiesko-Biali                 | 17 maja 2020         | 13 czerwca 2021      | |
| Minister w Ministerstwie Obrony                                            |              | Micha’el Biton        | Niebiesko-Biali                 | 17 maja 2020         | 13 czerwca 2021      | |
| Minister spraw zagranicznych                                               |              | Gabi Aszkenazi        | Niebiesko-Biali                 | 17 maja 2020         | 13 czerwca 2021      | |
| Minister współpracy regionalnej                                            |              | Gilad Erdan           | Likud                           | 17 maja 2020         | 5 lipca 2020         | 11 maja Netanjahu poinformował, że Erdan zostanie kolejnym ambasadorem Państwa Izrael w Stanach Zjednoczonych i przy ONZ. Do czasu mianowania miał pełnić funkcję ministerialną. |
| Minister współpracy regionalnej                                            |              | Ofir Akunis           | Likud                           | 6 lipca 2020         | 13 czerwca 2021      | |
| Minister rolnictwa i rozwoju wsi                                           |              | Alon Szuster          | Niebiesko-Biali                 | 17 maja 2020         | 13 czerwca 2021      | |
| Minister osadnictwa                                                        |              | Cippi Chotoweli       | Likud                           | 17 maja 2020         | 2 października 2020  | |
| Minister osadnictwa                                                        |              | Cachi Hanegbi         | Likud                           | 2 sierpnia 2020      | 13 czerwca 2021      | |
| Minister komunikacji                                                       |              | Jo’az Hendel          | Derech Erec                     | 17 maja 2020         | 16 grudnia 2020      | Zwolniony ze stanowiska przez Ganca po oświadczeniu Hendela, iż ten wstąpi do nowej partii Gide’ona Sa’ara.                                                                      |
| Minister komunikacji                                                       |              | Beni Ganc             | Niebiesko-Biali                 | 16 grudnia 2020      | 3 maja 2021          | |
| Minister komunikacji                                                       |              | Eitan Ginzburg        | Niebiesko-Biali                 | 3 maja 2021          | 13 czerwca 2021      | |
| Minister kultury i sportu                                                  |              | Jechi’el Mosze Troper | Niebiesko-Biali                 | 17 maja 2020         | 13 czerwca 2021      | |
| Minister ds. energii                                                       |              | Juwal Steinitz        | Likud                           | 17 maja 2020         | 13 czerwca 2021      | |
| Minister edukacji, Minister szkolnictwa wyższego, Minister zasobów wodnych |              | Ze’ew Elkin           | Likud                           | 17 maja 2020         | 23 grudnia 2020      | 23 grudnia ogłosił rezygnację ze stanowisk ministerialnych, mandatu poselskiego i przeszedł do partii Gide’ona Sa’ara. Póki co następca nie został wybrany.                      |
| Minister edukacji, Minister szkolnictwa wyższego, Minister zasobów wodnych |              | Jo’aw Galant          | Likud                           | 17 maja 2020         | 13 czerwca 2021      | |
| Minister ochrony środowiska                                                |              | Gila Gamli’el         | Likud                           | 17 maja 2020         | 13 czerwca 2021      | |
| Minister finansów                                                          |              | Jisra’el Kac          | Likud                           | 17 maja 2020         | 13 czerwca 2021      | |
| Minister zdrowia                                                           |              | Juli-Jo’el Edelstein  | Likud                           | 17 maja 2020         | 13 czerwca 2021      | |
| Minister mieszkalnictwa i budownictwa                                      |              | Ja’akow Litzman       | Zjednoczony Judaizm Tory        | 17 maja 2020         | 15 września 2020     | |
| Minister mieszkalnictwa i budownictwa                                      |              | Binjamin Netanjahu    | Likud                           | 15 września 2020     | 14 października 2020 | |
| Minister mieszkalnictwa i budownictwa                                      |              | Jicchak Kohen         | Szas                            | 14 października 2020 | 15 listopada 2020    | |
| Minister mieszkalnictwa i budownictwa                                      |              | Binjamin Netanjahu    | Likud                           | 15 listopada 2020    | 18 listopada 2020    | |
| Minister mieszkalnictwa i budownictwa                                      |              | Ja’akow Litzman       | Zjednoczony Judaizm Tory        | 18 listopada 2020    | 13 czerwca 2021      | |
| Minister absorpcji imigrantów                                              |              | Penina Tamanu         | Niebiesko-Biali                 | 17 maja 2020         | 13 czerwca 2021      | |
| Minister gospodarki                                                        |              | Amir Perec            | Izraelska Partia Pracy          | 17 maja 2020         | 13 czerwca 2021      | |
| Minister spraw religijnych                                                 |              | Ja’akow Awitan        | Szas (nie był wybrany na posła) | 17 maja 2020         | 13 czerwca 2021      | |
| Minister Jerozolimy i dziedzictwa narodowego                               |              | Rafi Perec            | Jamina                          | 17 maja 2020         | 13 czerwca 2021      | |
| Minister ds. diaspory                                                      |              | Omer Jankelewicz      | Niebiesko-Biali                 | 17 maja 2020         | 13 czerwca 2021      | |
| Minister rozwoju i wzmacniania społeczności                                |              | Orli Lewi-Abekasis    | Geszer                          | 17 maja 2020         | 13 czerwca 2021      | |
| Minister spraw wewnętrznych                                                |              | Arje Deri             | Szas                            | 17 maja 2020         | 13 czerwca 2021      | |
| Minister rozwoju peryferii Negewu i Galilei                                | 14 maja 2015 | Arje Deri             | Szas                            | 13 czerwca 2021      |                      | |
| Minister ds. strategicznych                                                |              | Orit Farkasz Hakohen  | Niebiesko-Biali                 | 17 maja 2020         | 30 listopada 2020    | |
| Minister ds. strategicznych                                                |              | Micha’el Biton        | Niebiesko-Biali                 | 30 listopada 2020    | 13 czerwca 2021      | |
| Minister wywiadu                                                           |              | Eli Kohen             | Likud                           | 17 maja 2020         | 13 czerwca 2021      | |
| Minister sprawiedliwości                                                   |              | Awi Nissenkorn        | Niebiesko-Biali                 | 17 maja 2020         | 30 grudnia 2020      | 30 grudnia zrezygnował ze stanowiska ministerialnego i mandatu posła z ramienia Niebiesko-Białych. Został zastąpiony przez Ganca.                                                |
| Minister sprawiedliwości                                                   |              | Beni Ganc             | Niebiesko-Biali                 | 1 stycznia 2021      | 13 czerwca 2021      | |
| Minister bezpieczeństwa publicznego                                        |              | Amir Ochanna          | Likud                           | 17 maja 2020         | 13 czerwca 2021      | |
| Minister nauki i technologii                                               |              | Jizhar Szaj           | Niebiesko-Biali                 | 17 maja 2020         | 12 stycznia 2021     | |
| Minister nauki i technologii                                               |              | Jechi’el Mosze Troper | Niebiesko-Biali                 | 3 maja 2021          | 13 czerwca 2021      | |
| Minister turystyki                                                         |              | Asaf Zamir            | Niebiesko-Biali                 | 17 maja 2020         | 10 czerwca 2020      | |
| Minister turystyki                                                         |              | Orit Farkasz Hakohen  | Niebiesko-Biali                 | 14 października 2020 | 13 czerwca 2021      | |
| Minister transportu                                                        |              | Miri Regew            | Likud                           | 17 maja 2020         | 13 czerwca 2021      | |
| Minister ds. równości społecznej i emerytów                                |              | Meraw Kohen           | Niebiesko-Biali                 | 17 maja 2020         | 8 stycznia 2021      | |
| Minister ds. równości społecznej i emerytów                                |              | Micha’el Biton        | Niebiesko-Biali                 | 3 maja 2021          | 13 czerwca 2021      | |
| Minister pracy i opieki społecznej                                         |              | Icik Szmuli           | Izraelska Partia Pracy          | 17 maja 2020         | 13 czerwca 2021      | |
| Minister cybernetyki i narodowych spraw cyfrowych                          |              | Dawid Amsalem         | Likud                           | 17 maja 2020         | 13 czerwca 2021      | |
| Łącznik rządu z Knesetem                                                   |              | Dawid Amsalem         | Likud                           | 17 maja 2020         | 13 czerwca 2021      | |

Źródło: The ministers of Israel’s 35th government, „The Times of Israel” (dostęp: 17.05.2020); Kneset, Twenty-Third Knesset: Government 35 (dostęp:17.05.2020); Kneset, הכנסת העשרים ושלוש: הממשלה ה35  –  הרכב נוכחי (dostęp: 26.05.2020).

### Ministrowie bez teki
| Cachi Hanegbi |  | Likud | 17 maja 2020 | 2 sierpnia 2020 |

Źródło: The ministers of Israel’s 35th government, „The Times of Israel” (dostęp: 17.05.2020); Kneset, Twenty-Third Knesset: Government 35 (dostęp:17.05.2020).

### Wiceministrowie
| Biuro Premiera                          |                   | Fatin Mulla      | Likud                    | 25 maja 2020    | 13 czerwca 2021   |
| Ministerstwo Bezpieczeństwa Publicznego |                   | Gadi Jewarkan    | Likud                    | 25 maja 2020    | 13 czerwca 2021   |
| Ministerstwo Finansów                   |                   | Jicchak Kohen    | Szas                     | 25 maja 2020    | 14 listopada 2020 |
| Ministerstwo Finansów                   | 23 listopada 2020 | Jicchak Kohen    | Szas                     | 13 czerwca 2021 |                   |
| Ministerstwo Transportu                 |                   | Uri Maklew       | Zjednoczony Judaizm Tory | 25 maja 2020    | 13 czerwca 2021   |
| Ministerstwo Spraw Wewnętrznych         |                   | Jo’aw Ben Cur    | Szas                     | 25 maja 2020    | 13 czerwca 2021   |
| Ministerstwo Rozwoju Negewu i Galilei   | 13 czerwca 2021   | Jo’aw Ben Cur    | Szas                     | 25 maja 2020    |                   |
| Ministerstwo Edukacji                   |                   | Me’ir Porusz     | Zjednoczony Judaizm Tory | 25 maja 2020    | 13 czerwca 2021   |
| Ministerstwo Pracy i Opieki Społecznej  |                   | Meszullam Nahari | Szas                     | 25 maja 2020    | 13 czerwca 2021   |
| Ministerstwo Zdrowia                    |                   | Jo’aw Kisz       | Likud                    | 25 maja 2020    | 13 czerwca 2021   |

Źródło: כל הפנים והשמות: הכירו את ממשלת ישראל ה-35, „Israel ha-Jom” (dostęp: 19.05.2020); Kneset, Twenty-Third Knesset: Government 35 (dostęp:26.05.2020); Kneset, הכנסת העשרים ושלוש: הממשלה ה35  –  הרכב נוכחי (dostęp: 26.05.2020).